# Волемарк, Патрик
Йенс Патрик Волемарк (швед. Jens Patrik Wålemark; род. 14 октября 2001, Гётеборг) — шведский футболист, полузащитник клуба «Лех».

## Клубная карьера
Является воспитанником клуба «Квидинг», где прошёл путь от юношеских команд до основного состава. 14 апреля 2014 года провёл первую игру за клуб в третьем шведском дивизионе против «Юнсереда», выйдя в стартовом составе и проведя на поле 64 минуты. В следующей игре с «Алафорсом» забил первый мяч, а его команда выиграла со счётом 5:2. За два сезона, проведённых в основном составе клуба Волемарк принял участие в 48 встречах, в которых забил 20 мячей.
4 ноября 2019 года перешёл в «Хеккен», подписав с клубом контракт. В его составе дебютировал в чемпионате Швеции 2 июля 2020 года в гостевой встрече с «Эребру», заменив на 82-й минуте Лео Бенгтссона. 16 июля в игре с «Эльфсборгом» Волемарк открыл счёт голам за новый клуб, поразив ворота соперника на 43-й минуте. Весной 2021 года «Хеккен» дошёл до финала розыгрыша Кубка Швеции. В решающей игре с «Хаммарбю», состоявшейся 30 мая, Патрик появился на поле в стартовом составе и вначале второго тайма был заменён. Основное и дополнительное время встречи завершилось нулевой ничьей, а в серии послематчевых пенальти точнее оказался соперник.
17 января 2022 года перешёл в нидерландский «Фейеноорд», подписав с клубом контракт на 4,5 года.
31 августа 2023 года перешёл на правах аренды в «Херенвен».
27 августа 2024 года польский «Лех» объявил об аренде Волемарка до конца сезона. 30 августа дебютировал в чемпионате Польши в гостевом матче против «Стали», выйдя на замену вместо Дино Хотича на 78-й минуте.

## Карьера в сборной
В конце августа 2020 года впервые был вызван в молодёжную сборную Швеции на сентябрьские матчи отборочного турнира к чемпионату Европы с Исландией и Италией, но на поле не выходил. Дебютировал в составе сборной 3 июня 2021 года в товарищеской встрече с Финляндией, когда появился на поле после перерыва вместо Беньямина Нюгрена. В следующей игре с Люксембургом в отборе к чемпионату Европы 2023 года вышел на поле на 66-й минуте и оформил дубль, чем поспособствовал победе своей команды с разгромным счётом 6:0.

## Личная жизнь
Отец Самуэля — Йенс Волемарк, а также дяди Бу и Йёрген в прошлом также футболисты, ныне тренеры. Двоюродный брат — Теодор, действующий футболист.

## Достижения
«Хеккен»:
- Финалист Кубка Швеции: 2020/21

«Фейеноорд»
- Чемпион Нидерландов: 2022/23

«Лех»
- Чемпион Польши: 2024/25

## Клубная статистика
| Выступление      | Выступление      | Выступление      | Лига | Лига | Кубки | Кубки | Конт. кубки | Конт. кубки | Итого | Итого |
| Клуб             | Лига             | Сезон            | Игры | Голы | Игры  | Голы  | Игры        | Голы        | Игры  | Голы  |
| ---------------- | ---------------- | ---------------- | ---- | ---- | ----- | ----- | ----------- | ----------- | ----- | ----- |
| Квидинг          | Дивизион 3       | 2018             | 21   | 8    | 0     | 0     | 0           | 0           | 21    | 8     |
| Квидинг          | Дивизион 2       | 2019             | 26   | 12   | 1     | 0     | 0           | 0           | 27    | 12    |
| Квидинг          | Итого            | Итого            | 47   | 20   | 1     | 0     | 0           | 0           | 48    | 20    |
| Хеккен           | Аллсвенскан      | 2020             | 21   | 3    | 0     | 0     | 0           | 0           | 21    | 3     |
| Хеккен           | Аллсвенскан      | 2021             | 29   | 9    | 1     | 0     | 2           | 0           | 32    | 9     |
| Хеккен           | Итого            | Итого            | 50   | 12   | 1     | 0     | 2           | 0           | 53    | 12    |
| Всего за карьеру | Всего за карьеру | Всего за карьеру | 97   | 32   | 2     | 0     | 2           | 0           | 101   | 32    |